# 24 Heures de Daytona 1996
Navigation
Édition précédente Édition suivante
Les 24 Heures de Daytona 1996 (officiellement appelé le 1996 Rolex Daytona 24 Hours), disputées sur les 3 février 1996 et 4 février 1996 sur le Daytona International Speedway ont été la trente-quatrième édition de cette épreuve, la vingt-neuvième sur un format de vingt-quatre heures, et la première manche du Championnat IMSA GT 1996.

## Engagés
La liste officielle des engagés était composée de 91 voitures. 80 ont participé aux essais dont 19 en WSC, 29 en GTS-1 et 32 en GTS-2.

## Course
Voici le classement provisoire au terme de la course,,.
- Les vainqueurs de chaque catégorie sont signalés par un fond jauni.
- Pour la colonne Pneus, il faut passer le curseur au-dessus du modèle pour connaître le manufacturier de pneumatiques.

| Pos.   | Classe | N° | Écurie                           | Pilotes                                                                                          | Châssis                                  | Pneus | Tours | Temps |
| Pos.   | Classe | N° | Écurie                           | Pilotes                                                                                          | Moteur                                   | Pneus | Tours | Temps |
| ------ | ------ | -- | -------------------------------- | ------------------------------------------------------------------------------------------------ | ---------------------------------------- | ----- | ----- | ----- |
| 1      | WSC    | 4  | Doyle Racing                     | Wayne Taylor Scott Sharp Jim Pace                                                                | Riley & Scott Mk III (en)                | P     | 697   |       |
| 1      | WSC    | 4  | Doyle Racing                     | Wayne Taylor Scott Sharp Jim Pace                                                                | Oldsmobile V8 N/A                        | P     | 697   |       |
| 2      | WSC    | 30 | Momo Corse                       | Giampiero Moretti Bob Wollek Didier Theys Max Papis                                              | Ferrari 333 SP                           | Y     | 697   |       |
| 2      | WSC    | 30 | Momo Corse                       | Giampiero Moretti Bob Wollek Didier Theys Max Papis                                              | Ferrari F310E V12/65° 5v 3997 cc N/A     | Y     | 697   |       |
| 3      | WSC    | 63 | Downing/Atlanta Racing           | Tim McAdam Barry Waddell Butch Hamlet Jim Downing                                                | Kudzu DLM                                | G     | 649   |       |
| 3      | WSC    | 63 | Downing/Atlanta Racing           | Tim McAdam Barry Waddell Butch Hamlet Jim Downing                                                | Mazda 3R 2943 cc Rotary                  | G     | 649   |       |
| 4      | GTS-2  | 55 | Stadler Motorsport               | Enzo Calderari Lilian Bryner Ulli Richter                                                        | Porsche 964 Carrera RSR                  | P     | 649   |       |
| 4      | GTS-2  | 55 | Stadler Motorsport               | Enzo Calderari Lilian Bryner Ulli Richter                                                        | Porsche F6 2v SOHC N/A                   | P     | 649   |       |
| 5      | WSC    | 43 | Payne Racing                     | Ross Bentley (en) Franck Fréon Lee Payne                                                         | Riley & Scott Mk III (en)                | G     | 645   |       |
| 5      | WSC    | 43 | Payne Racing                     | Ross Bentley (en) Franck Fréon Lee Payne                                                         | Oldsmobile V8 N/A                        | G     | 645   |       |
| 6      | GTS-2  | 78 | Team A.R.E.                      | Cort Wagner Steve Dente Mike Doolin Richard Raimist                                              | Porsche 964 Carrera RSR                  | Y     | 641   |       |
| 6      | GTS-2  | 78 | Team A.R.E.                      | Cort Wagner Steve Dente Mike Doolin Richard Raimist                                              | Porsche F6 2v SOHC N/A                   | Y     | 641   |       |
| 7      | GTS-1  | 5  | Brix Racing                      | Rob Morgan (en) Charles Morgan Joe Pezza Jon Gooding Irv Hoerr (en)                              | Oldsmobile Aurora                        | ?     | 641   |       |
| 7      | GTS-1  | 5  | Brix Racing                      | Rob Morgan (en) Charles Morgan Joe Pezza Jon Gooding Irv Hoerr (en)                              | Oldsmobile                               | ?     | 641   |       |
| 8      | GTS-1  | 6  | Juan Dibos                       | Eduardo Dibós Chappuis Boris Said Johnny O'Connell Juan Dibos Raúl Orlandini Jorge Koechlin (en) | Ford Mustang                             | Y     | 639   |       |
| 8      | GTS-1  | 6  | Juan Dibos                       | Eduardo Dibós Chappuis Boris Said Johnny O'Connell Juan Dibos Raúl Orlandini Jorge Koechlin (en) | Ford N/A                                 | Y     | 639   |       |
| 9      | GTS-2  | 06 | Prototype Technology Group, Inc. | John Paul Jr. Javier Quiros David Donohue Pete Halsmer (en)                                      | BMW M3 E36                               | Y     | 638   |       |
| 9      | GTS-2  | 06 | Prototype Technology Group, Inc. | John Paul Jr. Javier Quiros David Donohue Pete Halsmer (en)                                      | BMW N/A                                  | Y     | 638   |       |
| 10     | GTS-2  | 41 | AD Sport                         | Kurt Dujardyn Franco la Rosa Michel Neugarten Kurt Thiers                                        | Porsche 911 Carrera RSR                  | ?     | 608   |       |
| 10     | GTS-2  | 41 | AD Sport                         | Kurt Dujardyn Franco la Rosa Michel Neugarten Kurt Thiers                                        | Porsche F6 2v SOHC N/A                   | ?     | 608   |       |
| 11     | GTS-2  | 45 | Doug Trott                       | Rick Bye Doug Trott John Ruther Philip Kubik Grady Willingham                                    | Porsche 993                              | ?     | 604   |       |
| 11     | GTS-2  | 45 | Doug Trott                       | Rick Bye Doug Trott John Ruther Philip Kubik Grady Willingham                                    | Porsche M64/80 F6 3746 cc N/A            | ?     | 604   |       |
| 12     | GTS-2  | 99 | Rohr Corp.                       | Andy Pilgrim Larry Schumacher Harald Grohs Will Pace                                             | Porsche 911 Carrera RSR                  | P     | 603   |       |
| 12     | GTS-2  | 99 | Rohr Corp.                       | Andy Pilgrim Larry Schumacher Harald Grohs Will Pace                                             | Porsche F6 2v SOHC N/A                   | P     | 603   |       |
| 13     | GTS-1  | 00 | Agusta Racing                    | Almo Coppelli Rocky Agusta (en) Brian Simo (en)                                                  | Callaway Corvette                        | D     | 602   |       |
| 13     | GTS-1  | 00 | Agusta Racing                    | Almo Coppelli Rocky Agusta (en) Brian Simo (en)                                                  | Chevrolet V8/90° 2v OHV 6200 cc N/A      | D     | 602   |       |
| 14     | GTS-2  | 24 | Alex Job Racing                  | Joe Cogbill Ron Finger Johnny Rutherford Monte Shelton (en)                                      | Porsche 911                              | G     | 599   |       |
| 14     | GTS-2  | 24 | Alex Job Racing                  | Joe Cogbill Ron Finger Johnny Rutherford Monte Shelton (en)                                      | Porsche F6 N/A                           | G     | 599   |       |
| 15     | GTS-2  | 86 | G&W Motorsports                  | Steve Marshall Martyn Konig Peter Chambers Danny Marshall (en)                                   | Porsche 964 Carrera RSR                  | ?     | 598   |       |
| 15     | GTS-2  | 86 | G&W Motorsports                  | Steve Marshall Martyn Konig Peter Chambers Danny Marshall (en)                                   | Porsche F6 2v SOHC N/A                   | ?     | 598   |       |
| 16     | GTS-2  | 73 | Jack Lewis Enterprises Ltd.      | Jack Lewis Edison Lluch Kevin Buckler (en) Vic Rice                                              | Porsche 993 Carrera RSR                  | ?     | 591   |       |
| 16     | GTS-2  | 73 | Jack Lewis Enterprises Ltd.      | Jack Lewis Edison Lluch Kevin Buckler (en) Vic Rice                                              | Porsche F6 2v SOHC N/A                   | ?     | 591   |       |
| 17 DNF | GTS-2  | 03 | Alan Friedman                    | Dirk Layer Larry Galbo Jim McCarthy Kelly Collins                                                | Porsche 911 Carrera RSR                  | ?     | 577   |       |
| 17 DNF | GTS-2  | 03 | Alan Friedman                    | Dirk Layer Larry Galbo Jim McCarthy Kelly Collins                                                | Porsche F6 N/A                           | ?     | 577   |       |
| 18     | GTS-1  | 35 | Bill McDill                      | Richard McDill Tom Juckette Bill McDill                                                          | Chevrolet Camaro                         | ?     | 562   |       |
| 18     | GTS-1  | 35 | Bill McDill                      | Richard McDill Tom Juckette Bill McDill                                                          | Chevrolet V8                             | ?     | 562   |       |
| 19     | GTS-2  | 54 | Peka Racing                      | Jean-François Hemroulle Stéphane Cohen Paul Kumpen Albert Vanierschot                            | Porsche 993                              | ?     | 560   |       |
| 19     | GTS-2  | 54 | Peka Racing                      | Jean-François Hemroulle Stéphane Cohen Paul Kumpen Albert Vanierschot                            | Porsche F6 N/A                           | ?     | 560   |       |
| 20     | WSC    | 20 | Dyson Racing                     | Butch Leitzinger Andy Wallace Rob Dyson (en) James Weaver                                        | Riley & Scott Mk III (en)                | G     | 555   |       |
| 20     | WSC    | 20 | Dyson Racing                     | Butch Leitzinger Andy Wallace Rob Dyson (en) James Weaver                                        | Ford V8/90° 2v OHV 5000 cc N/A           | G     | 555   |       |
| 21     | GTS-2  | 75 | Cameron Worth                    | Cameron Worth Roberto Tonetti Rodger Bogusz Hartmut Haussecker                                   | Mazda RX-7                               | ?     | 554   |       |
| 21     | GTS-2  | 75 | Cameron Worth                    | Cameron Worth Roberto Tonetti Rodger Bogusz Hartmut Haussecker                                   | Mazda Rotary                             | ?     | 554   |       |
| 22     | GTS-2  | 42 | Jarett Freeman                   | Jarett Freeman Simon Gregg Max Schmidt                                                           | Porsche 993                              | P     | 546   |       |
| 22     | GTS-2  | 42 | Jarett Freeman                   | Jarett Freeman Simon Gregg Max Schmidt                                                           | Porsche F6 N/A                           | P     | 546   |       |
| 23     | GTS-2  | 26 | Alex Job Racing                  | Charles Slater Richard Spenard Tom Hessert Jr.                                                   | Porsche 911                              | ?     | 539   |       |
| 23     | GTS-2  | 26 | Alex Job Racing                  | Charles Slater Richard Spenard Tom Hessert Jr.                                                   | Porsche F6 N/A                           | ?     | 539   |       |
| 24     | WSC    | 51 | Fantasy Junction                 | Bruce Trenery Grahame Bryant Nigel Smith (en) Jeffrey Pattinson                                  | Cannibal                                 | ?     | 531   |       |
| 24     | WSC    | 51 | Fantasy Junction                 | Bruce Trenery Grahame Bryant Nigel Smith (en) Jeffrey Pattinson                                  | Chevrolet V8 N/A                         | ?     | 531   |       |
| 25     | GTS-2  | 68 | Tim Vargo                        | Peter Uria Brady Refenning John Maffucci Jack Refenning Tim Vargo                                | Porsche 911 Carrera                      | ?     | 526   |       |
| 25     | GTS-2  | 68 | Tim Vargo                        | Peter Uria Brady Refenning John Maffucci Jack Refenning Tim Vargo                                | Porsche F6 N/A                           | ?     | 526   |       |
| 26     | GTS-1  | 47 | Larbre Compétition               | Jürgen Barth Jesús Pareja Jean-Luc Chéreau Régis Schuch Jack Leconte                             | Porsche 911 GT2 (993)                    | M     | 518   |       |
| 26     | GTS-1  | 47 | Larbre Compétition               | Jürgen Barth Jesús Pareja Jean-Luc Chéreau Régis Schuch Jack Leconte                             | Porsche F6 2v DOHC                       | M     | 518   |       |
| 27     | GTS-1  | 92 | Hoyt Overbagh                    | Mauro Casadei Keith Minkhorst Andrea Garbagnati Francesco Ciani Stefano Bucci                    | Chevrolet Camaro                         | ?     | 477   |       |
| 27     | GTS-1  | 92 | Hoyt Overbagh                    | Mauro Casadei Keith Minkhorst Andrea Garbagnati Francesco Ciani Stefano Bucci                    | Chevrolet V8 N/A                         | ?     | 477   |       |
| 28     | GTS-2  | 65 | GT Racing Team                   | Sam Brown Kurt Thiel Vincenzo Polli Renato Mastropietro (en)                                     | Porsche 911 Carrera                      | ?     | 477   |       |
| 28     | GTS-2  | 65 | GT Racing Team                   | Sam Brown Kurt Thiel Vincenzo Polli Renato Mastropietro (en)                                     | Porsche F6 N/A                           | ?     | 477   |       |
| 29     | GTS-1  | 98 | Canaska/Southwind                | Price Cobb Tommy Archer Shawn Hendricks Mark Dismore (en) Victor Sifton                          | Dodge Viper GTS-R                        | M     | 472   |       |
| 29     | GTS-1  | 98 | Canaska/Southwind                | Price Cobb Tommy Archer Shawn Hendricks Mark Dismore (en) Victor Sifton                          | Dodge 356-T6 V10/90° 2v OHV 7986 cc N/A  | M     | 472   |       |
| 30 DNF | WSC    | 8  | Support Net Racing               | Henry Camferdam Roger Mandeville Bill Auberlen Tony Kester                                       | Hawk C-8                                 | ?     | 466   |       |
| 30 DNF | WSC    | 8  | Support Net Racing               | Henry Camferdam Roger Mandeville Bill Auberlen Tony Kester                                       | Chevrolet V8 N/A                         | ?     | 466   |       |
| 31     | GTS-1  | 21 | Kent Racing                      | Mauro Barella Willie Beck Alistair Davidson Huw Bolle-Jones Kent Painter                         | Chevrolet Monte Carlo                    | ?     | 451   |       |
| 31     | GTS-1  | 21 | Kent Racing                      | Mauro Barella Willie Beck Alistair Davidson Huw Bolle-Jones Kent Painter                         | Chevrolet N/A                            | ?     | 451   |       |
| 32 DNF | GTS-1  | 79 | Parr Motorsport/New Hardware     | Bill Farmer Robert Nearn Greg Murphy (en) Stéphane Ortelli Alex Tradd                            | Porsche 911 GT2 (993)                    | P     | 437   |       |
| 32 DNF | GTS-1  | 79 | Parr Motorsport/New Hardware     | Bill Farmer Robert Nearn Greg Murphy (en) Stéphane Ortelli Alex Tradd                            | Porsche F6 2v DOHC 3600 cc Twin-Turbo    | P     | 437   |       |
| 33 DNF | GTS-2  | 61 | Mark Alan                        | Mark Mehalic Chris Cervelli Phillip Collin Gragg Tracy Spencer Sharpe                            | Porsche 911 Carrera                      | ?     | 428   |       |
| 33 DNF | GTS-2  | 61 | Mark Alan                        | Mark Mehalic Chris Cervelli Phillip Collin Gragg Tracy Spencer Sharpe                            | Porsche F6 2v SOHC N/A                   | ?     | 428   |       |
| 34     | GTS-2  | 58 | Pro Technik Racing               | Sam Shalala Matt Turner Robby McGehee Mark Hillestad Jim Matthews                                | Porsche 993                              | G     | 420   |       |
| 34     | GTS-2  | 58 | Pro Technik Racing               | Sam Shalala Matt Turner Robby McGehee Mark Hillestad Jim Matthews                                | Porsche F6 N/A                           | G     | 420   |       |
| 35     | GTS-1  | 10 | Puleo Racing                     | Anthony Puleo Ernst Gschwender Don Kitch Jr. Mark Kennedy Craig Conway                           | Chevrolet Camaro                         | ?     | 391   |       |
| 35     | GTS-1  | 10 | Puleo Racing                     | Anthony Puleo Ernst Gschwender Don Kitch Jr. Mark Kennedy Craig Conway                           | Chevrolet V8 N/A                         | ?     | 391   |       |
| 36 DNF | GTS-1  | 15 | Team Argentina                   | Facundo Gilbicella Luis Delconte Edgardo Raul Petrich Eduardo Lavari                             | Oldsmobile Cutlass Supreme (en)          | ?     | 377   |       |
| 36 DNF | GTS-1  | 15 | Team Argentina                   | Facundo Gilbicella Luis Delconte Edgardo Raul Petrich Eduardo Lavari                             | Oldsmobile                               | ?     | 377   |       |
| 37     | GTS-2  | 25 | Alex Job Racing                  | Anthony Lazzaro Gerry Jackson Peter Faucetta Angelo Cilli                                        | Porsche 911                              | ?     | 359   |       |
| 37     | GTS-2  | 25 | Alex Job Racing                  | Anthony Lazzaro Gerry Jackson Peter Faucetta Angelo Cilli                                        | Porsche F6 N/A                           | ?     | 359   |       |
| 38     | GTS-2  | 57 | Kryderacing                      | Reed Kryder Christian Heinkélé Guy Kuster Manfred Jurasz Frank Del Veccio                        | Nissan 240SX                             | ?     | 358   |       |
| 38     | GTS-2  | 57 | Kryderacing                      | Reed Kryder Christian Heinkélé Guy Kuster Manfred Jurasz Frank Del Veccio                        | Nissan V6 N/A                            | ?     | 358   |       |
| 39 DNF | GTS-2  | 52 | Andy Strasser                    | Andy Strasser Kevin Wheeler Dave Russell Rick Peplin Alan Ludwig                                 | Porsche 911 Carrera RSR                  | ?     | 341   |       |
| 39 DNF | GTS-2  | 52 | Andy Strasser                    | Andy Strasser Kevin Wheeler Dave Russell Rick Peplin Alan Ludwig                                 | Porsche F6 2v SOHC N/A                   | ?     | 341   |       |
| 40 DNF | GTS-1  | 64 | Mel A. Butt                      | Mel Butt Jim Higgs Dave McTureous Ronald Zitza                                                   | Chevrolet Camaro                         | ?     | 321   |       |
| 40 DNF | GTS-1  | 64 | Mel A. Butt                      | Mel Butt Jim Higgs Dave McTureous Ronald Zitza                                                   | Chevrolet V8 N/A                         | ?     | 321   |       |
| 41 DNF | GTS-1  | 91 | Rock Valley Oil & Chemical Co.   | Stu Hayner John Heinricy (en) Roger Schramm Ron Nelson                                           | Chevrolet Camaro                         | ?     | 306   |       |
| 41 DNF | GTS-1  | 91 | Rock Valley Oil & Chemical Co.   | Stu Hayner John Heinricy (en) Roger Schramm Ron Nelson                                           | Chevrolet V8 N/A                         | ?     | 306   |       |
| 42 DNF | GTS-2  | 88 | Douglas Campbell                 | Douglas Campbell Carlos Fronti Ralph Thomas Amos Johnson                                         | Mazda RX-7                               | ?     | 300   |       |
| 42 DNF | GTS-2  | 88 | Douglas Campbell                 | Douglas Campbell Carlos Fronti Ralph Thomas Amos Johnson                                         | Mazda Rotary                             | ?     | 300   |       |
| 43 DNF | GTS-1  | 01 | Rohr Corp.                       | Hurley Haywood Scott Goodyear John O'Steen David Murry                                           | Porsche 911 GT2 (993)                    | ?     | 284   |       |
| 43 DNF | GTS-1  | 01 | Rohr Corp.                       | Hurley Haywood Scott Goodyear John O'Steen David Murry                                           | Porsche F6 2v DOHC 3600 cc Turbo         | ?     | 284   |       |
| 44 DNF | GTS-1  | 09 | Konrad Motorsport                | Bernd Netzeband Andre Lara-Resende André Ahrlé Karel Dolejší                                     | Porsche 911 GT2 (993)                    | ?     | 281   |       |
| 44 DNF | GTS-1  | 09 | Konrad Motorsport                | Bernd Netzeband Andre Lara-Resende André Ahrlé Karel Dolejší                                     | Porsche F6 2v DOHC                       | ?     | 281   |       |
| 45 DNF | GTS-1  | 49 | Don Shaver                       | Don Shaver Stanton Barrett Jack Willes                                                           | Chevrolet Camaro                         | ?     | 272   |       |
| 45 DNF | GTS-1  | 49 | Don Shaver                       | Don Shaver Stanton Barrett Jack Willes                                                           | Chevrolet V8 N/A                         | ?     | 272   |       |
| 46 DNF | GTS-1  | 89 | Lister Racing                    | Geoff Lees Kenny Acheson Tiff Needell                                                            | Lister Storm GTS                         | M     | 254   |       |
| 46 DNF | GTS-1  | 89 | Lister Racing                    | Geoff Lees Kenny Acheson Tiff Needell                                                            | Jaguar V12/60° 2v SOHC 6996 cc N/A       | M     | 254   |       |
| 47 DNF | GTS-2  | 70 | Heico Motorsport                 | Dirk Ebeling Karl-Heinz Wlazik Markus Oestreich Ulli Richter                                     | Porsche 993                              | ?     | 231   |       |
| 47 DNF | GTS-2  | 70 | Heico Motorsport                 | Dirk Ebeling Karl-Heinz Wlazik Markus Oestreich Ulli Richter                                     | Porsche F6 N/A                           | ?     | 231   |       |
| 48 DNF | GTS-2  | 46 | Rob Collings                     | James Nelson Mark Greenberg Nort Northam John Drew Rob Collings                                  | Porsche 911 Carrera RSR                  | ?     | 231   |       |
| 48 DNF | GTS-2  | 46 | Rob Collings                     | James Nelson Mark Greenberg Nort Northam John Drew Rob Collings                                  | Porsche F6 N/A                           | ?     | 231   |       |
| 49 DNF | WSC    | 36 | Wheel Works Racing               | Eric van de Poele Rick Sutherland Jean-Paul Libert Steve Fossett                                 | Courage C41                              | ?     | 209   |       |
| 49 DNF | WSC    | 36 | Wheel Works Racing               | Eric van de Poele Rick Sutherland Jean-Paul Libert Steve Fossett                                 | Chevrolet N/A                            | ?     | 209   |       |
| 50 DNF | GTS-1  | 1  | Brix Racing                      | Irv Hoerr (en) Brian Cunningham Mike Borkowski (en) Darin Brassfield (en)                        | Oldsmobile Aurora                        | G     | 207   |       |
| 50 DNF | GTS-1  | 1  | Brix Racing                      | Irv Hoerr (en) Brian Cunningham Mike Borkowski (en) Darin Brassfield (en)                        | Oldsmobile                               | G     | 207   |       |
| 51 DNF | GTS-1  | 90 | Riggins Competition              | Andy Petery Les Delano Tommy Riggins Craig Carter                                                | Oldsmobile Cutlass Supreme (en)          | ?     | 204   |       |
| 51 DNF | GTS-1  | 90 | Riggins Competition              | Andy Petery Les Delano Tommy Riggins Craig Carter                                                | Oldsmobile                               | ?     | 204   |       |
| 52 DNF | GTS-1  | 84 | Team Viper                       | José Close Bertrand Balas Thierry Lecerf Marco Spinelli Bob Hebert                               | Dodge Viper RT/10                        | M     | 203   |       |
| 52 DNF | GTS-1  | 84 | Team Viper                       | José Close Bertrand Balas Thierry Lecerf Marco Spinelli Bob Hebert                               | Dodge V10 8000 cc N/A                    | M     | 203   |       |
| 53 DNF | GTS-2  | 07 | Prototype Technology Group, Inc. | Dieter Quester Manfred Wollgarten Pete Halsmer (en)                                              | BMW M3 E36                               | ?     | 198   |       |
| 53 DNF | GTS-2  | 07 | Prototype Technology Group, Inc. | Dieter Quester Manfred Wollgarten Pete Halsmer (en)                                              | BMW N/A                                  | ?     | 198   |       |
| 54 DNF | GTS-1  | 74 | Champion Porsche                 | Hans-Joachim Stuck Thierry Boutsen Bill Adam (en)                                                | Porsche 911 GT2 (993)                    | ?     | 181   |       |
| 54 DNF | GTS-1  | 74 | Champion Porsche                 | Hans-Joachim Stuck Thierry Boutsen Bill Adam (en)                                                | Porsche F6 Turbo                         | ?     | 181   |       |
| 55 DNF | WSC    | 2  | Screaming Eagles Racing          | Johnny O'Connell Craig T. Nelson Dan Clark Case Montgomery                                       | Riley & Scott Mk III (en)                | ?     | 180   |       |
| 55 DNF | WSC    | 2  | Screaming Eagles Racing          | Johnny O'Connell Craig T. Nelson Dan Clark Case Montgomery                                       | Ford V8/90° 2v OHV 5000 cc N/A           | ?     | 180   |       |
| 56 DNF | GTS-2  | 66 | GT Racing Team                   | Jürgen von Gartzen Bruno Michelotti Gualtiero Garibaldi Luigino Pagotto                          | Porsche 993 Carrera RSR                  | ?     | 174   |       |
| 56 DNF | GTS-2  | 66 | GT Racing Team                   | Jürgen von Gartzen Bruno Michelotti Gualtiero Garibaldi Luigino Pagotto                          | Porsche F6 2v SOHC 3800 cc N/A           | ?     | 174   |       |
| 57 DNF | WSC    | 7  | Bobby Brown Motorsports          | Elliott Forbes-Robinson John Schneider (en) Don Bell Lon Bender                                  | Spice HC94                               | ?     | 159   |       |
| 57 DNF | WSC    | 7  | Bobby Brown Motorsports          | Elliott Forbes-Robinson John Schneider (en) Don Bell Lon Bender                                  | Oldsmobile N/A                           | ?     | 159   |       |
| 58 DNF | GTS-1  | 97 | Canaska/Southwind                | George Robinson Éric Bachelart Trevor Seibert Victor Sifton                                      | Dodge Viper GTS-R                        | M     | 157   |       |
| 58 DNF | GTS-1  | 97 | Canaska/Southwind                | George Robinson Éric Bachelart Trevor Seibert Victor Sifton                                      | Dodge 356-T6 V10/90° 2v OHV 7986 cc N/A  | M     | 157   |       |
| 59 DNF | GTS-1  | 05 | Monaco Racing                    | Olivier Grouillard Derek Hill (en) Gildo Pallanca Pastor                                         | Bugatti EB110                            | M     | 154   |       |
| 59 DNF | GTS-1  | 05 | Monaco Racing                    | Olivier Grouillard Derek Hill (en) Gildo Pallanca Pastor                                         | Bugatti V12/60° 5v DOHC 3499.92 cc 4xIHI | M     | 154   |       |
| 60 DNF | GTS-2  | 67 | Hendricks Porsche                | Jeff Purner Dave White Karl Singer Charles Coker                                                 | Porsche 964 Carrera RSR                  | ?     | 123   |       |
| 60 DNF | GTS-2  | 67 | Hendricks Porsche                | Jeff Purner Dave White Karl Singer Charles Coker                                                 | Porsche F6 2v SOHC 3800 cc N/A           | ?     | 123   |       |
| 61 DNF | WSC    | 33 | Fab Factory Motorsports          | John Mirro Rick Fairbanks                                                                        | Kudzu DG-2                               | ?     | 109   |       |
| 61 DNF | WSC    | 33 | Fab Factory Motorsports          | John Mirro Rick Fairbanks                                                                        | Buick V6 N/A                             | ?     | 109   |       |
| 62 DNF | WSC    | 3  | Scandia Engineering              | Mauro Baldi Michele Alboreto Fermín Vélez                                                        | Ferrari 333 SP                           | ?     | 106   |       |
| 62 DNF | WSC    | 3  | Scandia Engineering              | Mauro Baldi Michele Alboreto Fermín Vélez                                                        | Ferrari F310E V12/65° 5v 3997 cc N/A     | ?     | 106   |       |
| 63 DNF | GTS-1  | 02 | Rohr Corp.                       | Jochen Rohr Herbert Schuerg Axel Rohr Carl Rosenblad                                             | Porsche 911 Turbo                        | ?     | 105   |       |
| 63 DNF | GTS-1  | 02 | Rohr Corp.                       | Jochen Rohr Herbert Schuerg Axel Rohr Carl Rosenblad                                             | Porsche F6 Turbo                         | ?     | 105   |       |
| 64 DNF | GTS-1  | 08 | Konrad Motorsport                | Wido Rössler Antônio Hermann Franz Konrad                                                        | Porsche 911 GT2 (993)                    | ?     | 105   |       |
| 64 DNF | GTS-1  | 08 | Konrad Motorsport                | Wido Rössler Antônio Hermann Franz Konrad                                                        | Porsche F6 2v DOHC                       | ?     | 105   |       |
| 65 DNF | GTS-1  | 77 | Tim Banks                        | Tim Banks Mark Montgomery Bob Hundredmark Steve Goldin Pascal Dro                                | Oldsmobile Cutlass Supreme (en)          | ?     | 96    |       |
| 65 DNF | GTS-1  | 77 | Tim Banks                        | Tim Banks Mark Montgomery Bob Hundredmark Steve Goldin Pascal Dro                                | Oldsmobile                               | ?     | 96    |       |
| 66 DNF | GTS-1  | 56 | Martin Snow                      | Martin Snow Dennis Aase (en) Jorge Trejos P. J. Jones (en)                                       | Porsche 911 GT2 (993)                    | P     | 91    |       |
| 66 DNF | GTS-1  | 56 | Martin Snow                      | Martin Snow Dennis Aase (en) Jorge Trejos P. J. Jones (en)                                       | Porsche F6 Turbo                         | P     | 91    |       |
| 67 DNF | WSC    | 38 | Pegasus Racing                   | Jon Field Juan Carlos Carbonell (en) Jim Briody                                                  | Pegasus NPTI (en)                        | ?     | 86    |       |
| 67 DNF | WSC    | 38 | Pegasus Racing                   | Jon Field Juan Carlos Carbonell (en) Jim Briody                                                  | BMW V12 N/A                              | ?     | 86    |       |
| 68 DNF | GTS-2  | 27 | Tim Vargo                        | Jack Refenning Tim Vargo                                                                         | Porsche 993 Carrera RSR                  | ?     | 75    |       |
| 68 DNF | GTS-2  | 27 | Tim Vargo                        | Jack Refenning Tim Vargo                                                                         | Porsche F6 N/A                           | ?     | 75    |       |
| 69 DNF | GTS-1  | 72 | Champion Porsche                 | Derek Bell John Fergus Dorsey Schroeder (en)                                                     | Porsche 964 Turbo                        | ?     | 71    |       |
| 69 DNF | GTS-1  | 72 | Champion Porsche                 | Derek Bell John Fergus Dorsey Schroeder (en)                                                     | Porsche F6 Turbo                         | ?     | 71    |       |
| 70 DNF | GTS-1  | 40 | Freisinger Motorsport            | Wolfgang Kaufmann Yukihiro Hane Edgar Dören Klaus Scheer                                         | Porsche 993 Carrera RSR                  | ?     | 48    |       |
| 70 DNF | GTS-1  | 40 | Freisinger Motorsport            | Wolfgang Kaufmann Yukihiro Hane Edgar Dören Klaus Scheer                                         | Porsche F6 2v SOHC Turbo                 | ?     | 48    |       |
| 71 DNF | WSC    | 22 | Target 24                        | Guido Daccò (en) Alex Caffi Fabio Montani Gabrio Rosa                                            | Chevron B73                              | ?     | 48    |       |
| 71 DNF | WSC    | 22 | Target 24                        | Guido Daccò (en) Alex Caffi Fabio Montani Gabrio Rosa                                            | BMW N/A                                  | ?     | 48    |       |
| 72 DNF | WSC    | 16 | Dyson Racing                     | Andy Wallace Rob Dyson (en)                                                                      | Riley & Scott Mk III (en)                | G     | 43    |       |
| 72 DNF | WSC    | 16 | Dyson Racing                     | Andy Wallace Rob Dyson (en)                                                                      | Ford V8/90° 2v OHV 5000 cc N/A           | G     | 43    |       |
| 73 DNF | GTS-1  | 62 | Tom Curren                       | Billy Bies Dave Perelle Tom Curren Jimmy Hildock                                                 | Oldsmobile Cutlass (en)                  | ?     | 39    |       |
| 73 DNF | GTS-1  | 62 | Tom Curren                       | Billy Bies Dave Perelle Tom Curren Jimmy Hildock                                                 | Oldsmobile                               | ?     | 39    |       |
| 74 DNF | GTS-2  | 93 | Ecuador Mobil 1 Racing           | Henry Taleb Jean-Pierre Michelet Wilson Amador Rob Wilson (en) Daniel Urrutia                    | Nissan 240SX                             | ?     | 28    |       |
| 74 DNF | GTS-2  | 93 | Ecuador Mobil 1 Racing           | Henry Taleb Jean-Pierre Michelet Wilson Amador Rob Wilson (en) Daniel Urrutia                    | Nissan                                   | ?     | 28    |       |
| 75 DNF | GTS-1  | 87 | John Annis                       | John Annis David Donavon Jerry Gillis David LaCroix Gary Tiller Dana Webster                     | Chevrolet Camaro                         | ?     | 8     |       |
| 75 DNF | GTS-1  | 87 | John Annis                       | John Annis David Donavon Jerry Gillis David LaCroix Gary Tiller Dana Webster                     | Chevrolet V8 N/A                         | ?     | 8     |       |
| 76 DNF | WSC    | 9  | Auto Toy Store, Inc.             | Justin Bell Stanley Dickens John Shapiro Morris Shirazi Gustl Sprent                             | Spice SE90                               | ?     | 7     |       |
| 76 DNF | WSC    | 9  | Auto Toy Store, Inc.             | Justin Bell Stanley Dickens John Shapiro Morris Shirazi Gustl Sprent                             | Cadillac V8 N/A                          | ?     | 7     |       |
| Np.    | WSC    | 31 | Momo Corse                       | Bill Auberlen Tim Hubman John Morton Max Papis Giampiero Moretti                                 | Ferrari 333 SP                           | Y     |       |       |
| Np.    | WSC    | 31 | Momo Corse                       | Bill Auberlen Tim Hubman John Morton Max Papis Giampiero Moretti                                 | Ferrari F310E V12/65° 5v 3997 cc N/A     | Y     |       |       |
| Np.    | WSC    | 37 | Pegasus Racing                   | Giuseppe Bacigalupe Juan Gac Maurício Perrot Tim Richardson                                      | Pegasus NPTI                             | G     |       |       |
| Np.    | WSC    | 37 | Pegasus Racing                   | Giuseppe Bacigalupe Juan Gac Maurício Perrot Tim Richardson                                      | BMW N/A                                  | G     |       |       |
| Np.    | GTS-1  | 44 | Jacobs Motorsports               | Michael Jacobs Brent Cross Michael Duffy Pat Sessions                                            | Pontiac Firebird                         | ?     |       |       |
| Np.    | GTS-1  | 44 | Jacobs Motorsports               | Michael Jacobs Brent Cross Michael Duffy Pat Sessions                                            | Pontiac                                  | ?     |       |       |
| Np.    | WSC    | 94 | Butch Brickell                   | Jim Guthrie                                                                                      | Banshee LNI-1                            | ?     |       |       |
| Np.    | WSC    | 94 | Butch Brickell                   | Jim Guthrie                                                                                      | Chevrolet N/A                            | ?     |       |       |